# Marie Ire (reine de Sicile)
Pour les articles homonymes, voir Marie Ire.
Marie Ire, reine de Sicile, est née le 2 juillet 1363 à Catane et décédée le 25 mai 1401 à Lentini. De la maison de Barcelone à la fois du côté paternel et du côté maternel, elle est la fille et héritière du roi Frédéric III de Sicile (1342-1377) et de son épouse l'infante Constance (1344-1363), fille de Pierre IV d'Aragon.

## Biographie
Quand elle accéda au trône en 1377, Marie n'avait que quatorze ans et le gouvernement est assuré par le vicaire Artál d'Alagón, assisté de Manfred Chiaromonte, de Guillaume de Peralta et de François Ventimiglia. Marie a succédé à son père selon les dernières volontés de ce dernier, en contradiction avec les dispositions du testament de Frédéric II qui exclut les femmes de la succession, et elle doit faire face à la contestation de son oncle et grand-père le roi Pierre IV d'Aragon.
Pour éviter un mariage projeté avec Jean Galéas Visconti, Pierre IV la fit enlever à Catane le 23 janvier 1379 par le comte Guglielmo Raimondo III Moncada, qui la séquestra dans le château d'Augusta. De là elle fut conduite en Sardaigne, puis à Barcelone à la cour du roi.
En 1380, Pierre IV donna la vicairerie de l'île à son fils l'infant Martin d'Aragon, dont Marie épousa en 1390 le fils, un autre Martin d'Aragon (1375-1409), dit « le Jeune ». Le couple royal, flanqué de Martin « le Vieux » débarqua en Sicile mais eut de grandes difficultés à se faire reconnaître. Entre 1393 et 1398 une révolte aristocratique fait rage, matée grâce à l'aide du roi Jean Ier d'Aragon, frère de Martin « le Vieux ». À la mort du roi Jean Ier en 1396, Martin « le Vieux » accède à la couronne d'Aragon, dont Martin « le Jeune » devient alors l'héritier. Lui et Marie ont un fils, Pierre, qui meurt en bas âge en 1400, avant sa mère. À la mort de Marie, Martin « le Jeune » devint roi de Sicile et reçut de son père la procurerie du royaume de Sardaigne.
Veuf, Martin d'Aragon se remarie avec l'infante Blanche de Navarre qui, à sa mort, reçoit la vicairerie de l'île.
Marie Ire est inhumée à Cagliari aux côtés de son époux. En 1389, elle a fait édifier une église sur la tombe du cardinal Pierre de Luxembourg.